# Редер, Карл (скульптор)

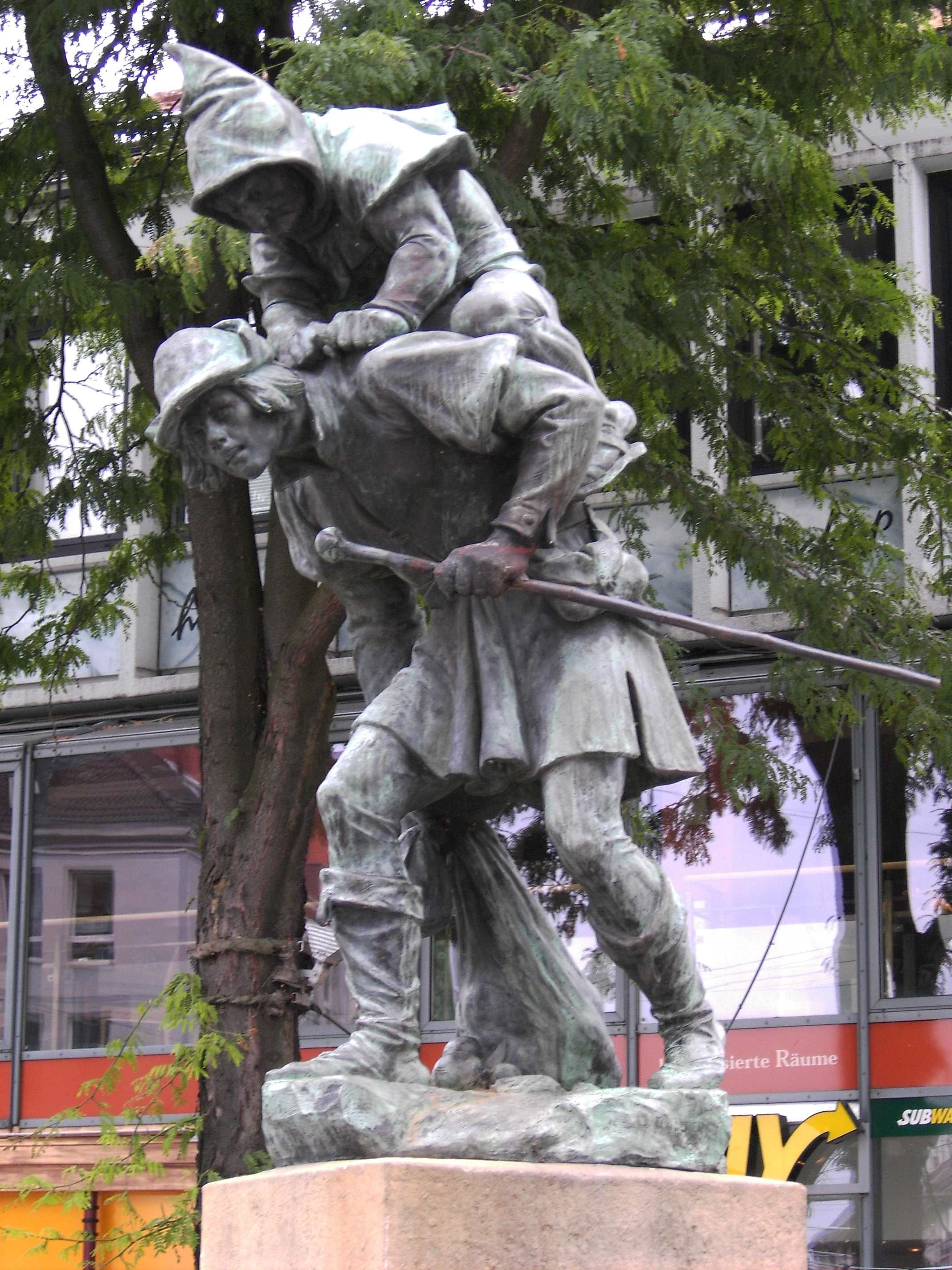
Скульптура «Aufhocker» (гоблин, мифологический гном, Дух давления) в Хильдесхайме

Карл Редер (Рёдер) (нем. Carl Röder; 21 февраля 1854, Грайц, Тюрингия —17 февраля 1922, Дрезден) — немецкий скульптор и литограф.

## Биография
Сын ткача. После завершения обучения в типографии Löffler & Co., и став литографом, обучался в Дрезденской академии изобразительных искусств под руководством Эрнста Хенеля. После окончания академии отправился в Италию. Вернувшись на родину, работал в Дрездене, где создал, помимо ряда скульптур и бюстов, также небольшие произведения из бронзы.
Был свободным художником. Один из самых значительных художников XIX века в Саксонии. Занимался дизайном Дрезденской академии.
Из крупных работ скульптуры «Адам и Ева» для Летнего дворца в Грайце, а также аллегория «Германия» на Денкмальплац в Грайце (уничтожена в 1945 году), скульптуры на Военном мемориале 1870/71 годов в Грайце. Его состоящая из 2-х частей скульптура «Aufhocker» (гоблин, мифологический гном) установлена ныне в Хильдесхайме.
Карл Рёдер также работал с фарфоровой фабрикой в Мейсене с 1884 года, где создал фарфоровую статуэтку умирающего воина в античном стиле. В Дрезденском городском музее хранится его бронзовая скульптура «Рудерер» 1903 года (высота 78 см). Кроме того, им выполнены несколько украшений фасада Дрезденской Академии искусств на террасе Брюля.
Его художественные работы можно увидеть сегодня в Хильдесхайме, Лёбау, Плауэне, Хемнице, Дрездене и Треуне.
В своём завещании указал, что город Грайц должен унаследовать всё его художественное наследие.

## Память
- В честь Карла Рёдера в Грайце названа улица — Карл-Рёдер-штрассе.